# Сучевени (Васлуј)
Сучевени (рум. Suceveni) насеље је у Румунији у округу Васлуј у општини Богдана. Oпштина се налази на надморској висини од 254 m.

## Становништво
Према подацима из 2002. године у насељу је живело 267 становника, од којих су сви румунске националности.